# Ponte Mingzhou
Il ponte Mingzhou (明州大桥S in cinese semplificato), è un ponte autostradale che attraversa il fiume Yong nella città di Ningbo, nella provincia cinese dello Zhejiang. Con i suoi 450 metri di luce della campata principale, è uno dei ponti ad arco più lunghi del mondo.

## Storia
Il ponte Mingzhou fa parte del progetto denominato "cinque strade e quattro ponti" per il miglioramento delle infrastrutture di trasporto della regione di Ningbo. I quattro ponti in questione sono, oltre al ponte Mingzhou, il ponte Bund sempre sul fiume Yong e i ponti Wantou e Qinglin Bay sul fiume Yoyao.
La costruzione del ponte Mingzhou è iniziata il 13 febbraio 2008, con un investimento stimato di 1,135 miliardi di yuan. L'arco portante della campata principale è stato costruito con la tecnica della costruzione a sbalzo mediante stralli temporanei: alle estremità della campata sono stati costruiti due grandi piloni ai quali erano collegati gli stralli che reggevano le porzioni dell'arco durante la costruzione. L'arco è stato completato il 19 ottobre 2010 e a quel punti i due piloni temporanei sono stati smontati.
I lavori di costruzione sono terminati nella primavera 2011, e il 5 maggio 2011 il ponte è stato aperto al traffico.

## Descrizione

Schema costruttivo del ponte

Il ponte fa parte della circonvallazione est esterna della città di Ningbo, e attraversa il fiume Yong collegando i distretti di Yinzhou a sud e di Zhenhai a nord.
Considerando le rampe di accesso è lungo complessivamente 1250 metri. Il ponte vero e proprio è lungo invece 650 metri ed è costituito da due campate laterali da 100 metri ciascuna e una campata centrale di 450 metri sorretta da due grandi archi in acciaio. Gli archi, posti esternamente all'impalcato, sono realizzati in scatolari d'acciaio e sono collegati tra loro da una serie di controventi. Questa campata lo rende uno dei ponti ad arco più lunghi del mondo.
L'impalcato a largo complessivamente 45,80 metri e ospita 8 corsie autostradali, quattro per senso di marcia, progettate per una velocità di 80 km/h.
Al di sotto del ponte è possibile il passaggio di navi mercantili lunghe fino a 180 metri e alte fino a 24 metri. Sul ponte è stato installato un sistema di illuminazione a led che permette la realizzazione di giochi di luci.